# Корешнишка джамия
Корешнишката джамия (на македонска литературна норма: Корешничка џамија) е мюсюлмански храм в тивешкото село Корешница, в южната част на Северна Македония.
Джамията е разположена в източната част на селото. Изградена е в 1663 година. В 2005 година е обновена изоснови.